# Kronvidnet
Kronvidnet er en svensk thrillerfilm fra 1989 instrueret af Jon Lindström, der skrev manuskriptet i samarbejde med Rita Holst. Filmen er baseret på romanen af samme navn fra 1983 af den hollandske forfatter Maarten ’t Hart. I hovedrollerne ses blandt andre Gösta Ekman, Emma Norbeck og Marika Lagercrantz med flere.
Filmen fik premiere den 3. februar 1989.

## Handling
Manden Thomas har ingen børn og hans kone har forladt ham efter 10 års ægteskab. Han føler sig tiltrukket af en ung pige ved navn Jenny og forsøger at arrangere en date, Men pludselig forsvinder Jenny, og alt peger på, at Thomas har slået hende ihjel. Kommissær Lambert bliver sat på sagen.

## Medvirkende (i udvalg)
- Gösta Ekman som Lambert
- Emma Norbeck som Jenny
- Marika Lagercrantz som Leonie
- Per Mattsson som Thomas
- Jessica Zandén som Arianne
- Stefan Sauk som Robert
- Janne "Loffe" Carlsson som Axel
- Mimi Pollak som gammel dame
- Allan Svensson som anklager
- Percy Brandt som advokat
- János Herskó som professor
- Regina Lund som journalist